# Abel Glena
Abel Glena, né le 25 juillet 1865 à Menton où il est mort le 29 mars 1932, est un architecte français ayant réalisé de nombreux bâtiments mentonnais.

## Réalisations
- Hôtel Riviera-Palace
- Immeuble Glena (Menton)
- Maison de la rue Loredan-Larchey
- Monastère de l'Annonciade
- Restauration des oratoires du Chemin du Rosaire à MENTON (source:Monastère de l'Annonciade (Menton))